# Weitra (Herrschaft)

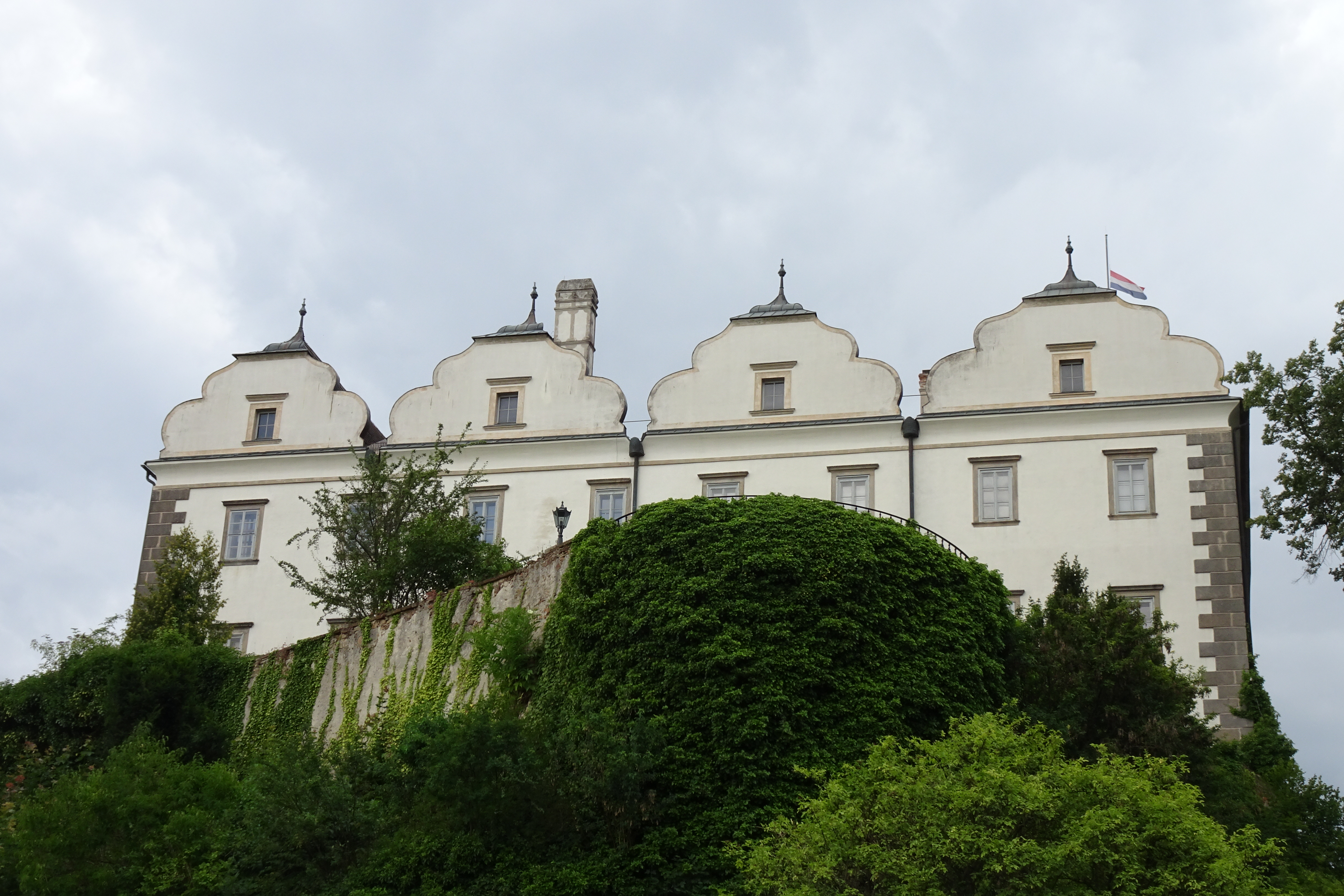
Schloss Weitra

Die Herrschaft Weitra war eine Grundherrschaft im Viertel ober dem Manhartsberg im Erzherzogtum Österreich unter der Enns, dem heutigen Niederösterreich.

## Ausdehnung
Die Herrschaft mit den Gülten Veste Wasen, Reinpolz, Oberkirchen, Großwolfgers und Weitra umfasste zuletzt die Ortsobrigkeit über die Stadt Weitra mit den Vorstädten Lederthal und Bergzeil, dann Tiefenbach, Reinprechts, Wultschau, Harbach, Lauterbach, Hirschenwies, Maißen, Schwarzau, Joachimsthal, Harmanschlag mit Breitenberg, Steghof und Eisenhammer, sowie Oberlainsitz; im Amt St. Martin: Röhrendwies, Roßbruck, Zeilerschütt und Markerschütt; im Amt Lainsitz: Schützenberg, Langfeld, Anger, Schöllbüchel, Sulz, Walterschlag, Watzmanns, Seyfrieds, Abschlag, Nondorf, Münzbach, Siebenberg, Oberkirchen, Albern, Aigen, Stierberg, Ober-Rosenauer Wald, Unter-Rosenauer Wald, Wendlgraben, Schallwaldhäuser, Großwolfgers, Wetzles mit Waidenhofen, Ulrichs, Zweres, Rothfarn, Altweitra, Unserfrau, Oberlembach, Unterlembach mit Wasen, Höhenberg, Sophienswald, Erdweis, Beinhöfen, Tannenbuck, Thiergarten, Weissenbach, Naglitz, Pyrabruck, Reinpolz, Heinrichs (an Böhmen), Schlagges, Oberbrühl und Unterbrühl, Vierlings mit Hirschenhof, Hörweix und Ringgers. Der Sitz der Verwaltung befand sich im Schloss Weitra.

## Geschichte
Der letzte Inhaber der Familienfideikommissherrschaft war Friedrich Egon Landgraf zu Fürstenberg (1774–1856), als die Herrschaft mit den Reformen 1848/1849 aufgelöst wurde.